# Office Assistant
Office Assistant (transk. Ofis Asistent) je ukinuti inteligentni korisnički intefejs za Majkrosoft Ofis (eng Microsoft Office), koji je korisnicima pomagao, putem interaktivnog animiranog lika koji je povezan sa funkcijom ,,pomoć" u Ofisu. Ofis Asistent je bio uključen u Ofisu za Vindovs (verzija 97 do 2003), Majkrosoft Publišer (eng. Microsoft Publisher), Majkrosoft Projekt (eng. Microsoft Project) (verzija 98 do 2003) i Majkrosoft Ofis za Mek (verzija 98 do 2004).

## Clippit
Podrazumevani asistent u engleskoj verziji bio je Klipit (eng. Clippit), koji je u svetu poznatiji po nadimku Klipi (Clippy). Ovaj asistent je bio podrazumevan i najpoznatiji od svih asistenata (delimično i zbog toga što je za ostale asistente, bila potrebna instalacija uz pomoć CD-a), zbog toga je često nazivan Majkrosoft Spajalica (eng. Microsoft Paperclip). Lik je dizajnirao Kevin J. Ateberi na Makintoš računaru. Klipit iz Ofisa 97 je redizajniran u Ofisu 2000.

## Razvoj
Prema Alenu Kuperu, koncept Klipija je zasnovan na ,,tragičnom nesporazumu" prilikom istraživanja sprovedenog na Univerzitetu u Stanfordu, koje je pokazalo da je prilikom korišćenja miša i tastature, aktivan deo mozga koji je odgovoran za emocionalne reakcije tokom interakcije sa drugim ljudima. Ovo je razlog zbog čega ljudi viču na svoje računarske monitore. Majkrosoft je na osnovu ovog istraživanja zaključio da bi bilo dobro da u svoj softver uključe lice nalik čoveku.  Kako su se ljudi povezali sa računarima kao što se povezuje sa drugim ljudima, dodato lice nalik čoveku, pokazalo se kao smetnja. Ofis Asistent se prvi put pojavio u Ofisu 97.
Ova funkcija je izazvala jako negativna mišljenja. Majkrosoft je ostavio opciju za uključivanje i isključivanje u Ofisu XP, zato što su uvideli nepopularnost ove funkcije u toku reklamne kampanje koja podmeće Klipita. Funkcija je definitivno izbačena iz Ofisa 2007 i Ofisa 2008 za Mek, Ofis Asistent je čak kritikovan i od strane zaposlenih u Kompaniji Majkrosoft. 